# Lady Picture Show
Lady Picture Show è un singolo del gruppo musicale statunitense Stone Temple Pilots, pubblicato nel 1996 come terzo estratto dal terzo album in studio Tiny Music... Songs from the Vatican Gift Shop.
Il brano è stato composto da Robert DeLeo, con testo scritto da Scott Weiland.

## Video musicale
Il video è stato diretto da Josh Taft.

## Tracce
1. Lady Picture Show – 4:06
2. Art School Girl – 3:32
3. And So I Know – 3:56

## Formazione
- Scott Weiland – voce
- Dean DeLeo – chitarra
- Robert DeLeo – basso
- Eric Kretz – batteria

## Classifiche
| Classifica (1996)             | Posizione massima |
| ----------------------------- | ----------------- |
| Canada                        | 37                |
| Stati Uniti (alternative)     | 6                 |
| Stati Uniti (mainstream rock) | 1                 |